# Belvèze-du-Razès

Belvèze-du-Razès este o comună în departamentul Aude din sudul Franței. În 1 ianuarie 2022 avea o populație de 841 de locuitori.